# الکسی بارکالوف
الکسی بارکالوف (اوکراینی: Олексій Степанович Баркалов؛ ۱۸ فوریهٔ ۱۹۴۶ – ۹ سپتامبر ۲۰۰۴) بازیکن واترپلو اهل اتحاد جماهیر شوروی سوسیالیستی بود.
وی در مسابقات کشوری و بین‌المللی در مجموع برندهٔ ۵ مدال طلا، ۳ مدال نقره شده‌است.